# Nico Motchebon
Nico Motchebon (* 13. November 1969 in Berlin) ist ein ehemaliger deutscher Moderner Fünfkämpfer, Leichtathlet (Mittelstreckenläufer) und Olympiafünfter über 800 Meter.

## Karriere
Motchebon, Sohn einer deutschen Mutter und eines kamerunischen Vaters, betrieb im Schüleralter Leichtathletik. Er begann 1985 eine Karriere als Moderner Fünfkämpfer. Er wurde 1989 Vizeweltmeister mit der Staffel, gewann 1991 den deutschen Meistertitel und qualifizierte sich für die Olympischen Spiele 1992 in Barcelona, wo er jedoch nicht zum Einsatz kam. Im Herbst 1992 wechselte er dann zur Leichtathletik. Sein erster Verein in diesem Bereich war ab 1993 der SC Charlottenburg. Nach sechs Monaten Training unter Teja Mikisch (ab 1993 Cheick-Idriss Gonschinska) und neun Hallenrennen gewann er bei den Hallenweltmeisterschaften 1993 in Toronto die Bronzemedaille. 1994/95 startete er für LAC Halensee Berlin, 1996 bis 2001 für den LAC Quelle und ab 2002 für den LAZ Salamander Kornwestheim-Ludwigsburg. Er steht mit 1:43,91 min an dritter Stelle der ewigen deutschen Bestenliste über 800 Meter (Stand: März 2020). Des Weiteren hält er seit 1995 mit 1:44,88 min den deutschen Hallenrekord über diese Distanz (Stand: Mai 2010).
Seit November 2014 ist Motchebon als Sportwart Präsidiumsmitglied im Deutschen Verband für Modernen Fünfkampf.

## Erfolge
International
Moderner Fünfkampf
- 1989 Vizeweltmeister Staffel (Motchebon, Czermak, Zimmer)
- 1991 3. Platz Weltmeisterschaften Staffel (Olschewski, Motchebon, Czermak)

800-Meter-Lauf
- 1993: 3. Platz Hallenweltmeisterschaften
- 1994: 4. Platz Halleneuropameisterschaften, 4. Platz Europameisterschaften, Europacup-Sieger, 5. Platz Weltcup
- 1995: Europacup-Sieger, 4. Platz Weltmeisterschaften
- 1996: 5. Platz Olympische Spiele, 3. Platz Europacup
- 1997: 4. Platz Hallenweltmeisterschaften, 2. Platz Europacup
- 1999: 3. Platz Hallenweltmeisterschaften, 2. Platz Europacup

National
- 1991: Deutscher Meister Moderner Fünfkampf
- 1993–1997, 1999, 2001: Deutscher Meister 800 m
- 1999: Deutscher Meister 4 × 400 m
- 1993–1998: Deutscher Hallenmeister 800 m
- 1993, 1996, 1999: Deutscher Hallenmeister 3 × 1000 m
- 1995, 1999: Deutscher Hallenmeister 4 × 400 m

## Bestleistungen
Freiluft
- 100 m: 11,11 s, 14. September 1993 in Berlin
- 400 m: 46,71 s, 31. Mai 1997 in Athen
- 600 m: 1:15,31 min (deutsche Bestleistung), 3. September 1997 in Dortmund
- 800 m: 1:43,91 min, 31. Juli 1996 in Atlanta
- 1000 m: 2:20,47 min, 3. Juni 1994 in Jena
- 1500 m: 3:52,45 min, 5. September 1995 in Rieti

Halle
- 400 m: 46,83 s, 18. Januar 1999 in Chemnitz
- 600 m: 1:15,12 min (Europabestleistung), 28. Februar 1999 in Sindelfingen
- 800 m: 1:44,88 min (deutscher Rekord), 5. Februar 1995 in Stuttgart

## Rekorde
Freiluft
- 600 m: 1:15,31 min (deutsche Bestleistung), 3. September 1997 in Dortmund

Halle
- 600 m: 1:15,12 min (ehemalige Weltbestleistung), 28. Februar 1999 in Sindelfingen
- 800 m: 1:44,88 min (deutscher Rekord), 5. Februar 1995 in Stuttgart